# Brothers Bloom
Brothers Bloom (Originaltitel: The Brothers Bloom) ist eine US-amerikanische Abenteuerkomödie aus dem Jahr 2008. Regie führte Rian Johnson, der auch das Drehbuch schrieb.

## Handlung
Die Waisenbrüder Stephen und Bloom, die in jungen Jahren zu Waisen geworden sind, fangen als kleine Kinder an, Selbstvertrauen zu üben. Während Stephen sich ausgefeilte Szenarien einfallen lässt und die ersten Betrüge im Kindesalter seiner Feder entspringen, ist Bloom dagegen der ruhigere, der im Schatten seines Bruders lebt.
25 Jahre später haben sich die Brüder zu echten Trickbetrügern entwickelt. Mit im Team befindet sich nun außerdem Bang Bang, eine japanische Sprengstoffexpertin, die nur selten spricht. Bloom ist jedoch unzufrieden damit, nichts anderes als ein Schauspieler in Stephens Betrugsplänen zu sein. Er hat es satt, nicht mehr zu sein als die Charaktere, die sich sein Bruder ausgedacht hat, und will ein „ungeschriebenes Leben“. Er gibt auf und zieht nach Montenegro. Drei Monate später findet Stephen Bloom und überredet ihn, einen letzten Auftrag auszuführen. Bloom stimmt widerwillig zu. Der Plan zielt dabei auf Penelope Stamp, eine reiche, sozial isolierte Erbin, die alleine in einem Herrenhaus in New Jersey lebt. Nachdem
Bloom einen Verkehrsunfall simuliert und sich beide im Krankenhaus kennenlernen, ist das erste Vertrauen gewonnen. Nachdem Penelope Bloom in ihr Anwesen einlädt, kommen die beiden sich näher. Penelope verrät ihm dabei, dass sie die meiste Zeit ihres Lebens allein war und eine zunehmende Langeweile sie tagein, tagaus plagt. Bloom spürt Penelopes Abenteuerlust und deutet an, dass er am kommenden Tag nach Europa segelt. Wie es im Plan der Brüder vorgesehen war, erscheint Penelope am nächsten Tag, kurz bevor der Anker gelichtet wird.
Auf dem Schiff beginnt Melville, ein von Stephen angeheuerter Belgier, den Betrug und erzählt Penelope, dass die Brüder Bloom tatsächlich Antiquitätenschmuggler sind und er ihre Hilfe bei einem Schmuggeljob in Prag möchte. Penelope ist von der Idee Schmugglerin zu werden begeistert und überzeugt die Brüder den Job anzunehmen, ohne zu wissen, dass dies Teil des Betrugs ist. Währenddessen ziehen sich Bloom und Penelope immer mehr an, entgegen Stephens Warnung, dass der Betrug scheitern wird, solle er sich tatsächlich in Penelope verlieben.
In der Hotelbar in Prag wird Bloom vom ehemaligen Mentor und jetzigen Feind der Brüder, Diamond Dog, besucht. Er warnt Bloom, dass Stephen nicht für immer da sein wird, und bietet ihm eine Kooperation an. Stephen, der daraufhin überraschend hinzustößt, sticht Diamond Dog mit einer kaputten Glasflasche in die Hand.
In Prag betrügt Melville Penelope um eine Million Dollar und flieht planmäßig. Penelope möchte immer noch Antiquitätenschmugglerin werden und das seltene Buch stehlen, von dem Melville ihr erzählt hat. Als Ablenkung plant das Team daraufhin einen kleinen Sprengstoff in der Prager Burg abzufeuern, der den Feueralarm auslöst und es Penelope ermöglicht, sich in das Museum zu schleichen und das Buch zu stehlen. Da Penelope die Rucksäcke mit dem Sprengstoff versehentlich austauschte und zum Entsetzen der Brüder der gesamte Turm in die Luft gesprengt wird, erfolgt ein groß angelegter Polizeieinsatz. Trotz der ganzen Panik, betritt Penelope das Museum und stiehlt das Buch. Sie wird erwischt, überzeugt aber den Polizeichef, sie gehen zu lassen. Das Team fliegt anschließend nach Mexiko, um den Trickbetrug abzuschließen. Bloom, der sich inzwischen in Penelope verliebt hat, gesteht ihr am Abend vor dem Finale, dass sie Betrüger sind und das ganze Abenteuer als Trickbetrug geplant war. Stephen hat den Sinneswandel seines Bruders allerdings schon vorhergesehen und in den Plan eingefädelt. Nachdem die Brüder miteinander kämpfen und sich ein Schuss einer Pistole löst, scheint Stephens Zeit gekommen zu sein. Penelope untersucht die Wunde, stellt jedoch fest, dass es sich um falsches Blut handelt, und verlässt Mexiko mit gebrochenem Herzen. Der ebenso niedergeschlagene Bloom will nun seinen eigenen Weg gehen und so zerfällt das Team.
Drei Monate später findet Penelope Bloom. Sie gesteht, dass sie mit ihm zusammen sein möchte. Unfähig, seine Liebe zu ihr zu leugnen, aber nicht zu wollen, dass sie wie er ist, trifft Bloom sich mit Stephen, um einen finalen Con zu schmieden, in dem sie ihren eigenen Tod vortäuschen. Das Team reist dafür nach St. Petersburg, wo sie das seltene Buch an Diamond Dog verkaufen wollen. Sie werden von Diamond Dogs Bande überfallen, während sie zum Austausch gehen. Stephen wird daraufhin entführt und für 1,75 Millionen Dollar festgehalten. Bloom vermutet, dass dies nur ein weiterer Trick von Stephen ist. Penelope überweist das Geld für alle Fälle von ihrem Bankkonto an die Gangster. Bang Bang nutzt diese Gelegenheit, um die Arbeit für die Bloom-Brüder aufzugeben. Bei ihrer Abfahrt explodiert ihr Auto, wobei Penelope und Bloom sich nicht sicher sind, ob sie in die Explosion verwickelt war oder ob sie ihren Tod vortäuschte. Beim anschließenden Austausch in einem verlassenen Theater findet Bloom Stephen wehrlos an einem Stuhl gefesselt vor. Als Stephen letztlich angeschossen wird, jedoch unklar ist, wie viel von dem Ganzen Betrug und wie viel real ist, trennen sich die Brüder endgültig.
Bloom und Penelope fahren davon und wollen nun ein neues Leben beginnen. Nach einer Weile entdeckt Bloom, dass Stephens Blutfleck auf seinem Hemd sich von rot zu braun verfärbt hat, was darauf hinweist, dass es sich nicht um falsches Blut handelt. Als er merkt, dass Stephen mit Sicherheit gestorben ist, bricht Bloom am Straßenrand zusammen, während Penelope versucht, ihn zu trösten. Als sie gehen, erinnert sich Bloom, was Stephen zuvor gesagt hatte: „Der perfekte Trickbetrug ist der, bei dem jeder, der darin verwickelt ist, genau das bekommt, was er haben will.“

## Hintergründe

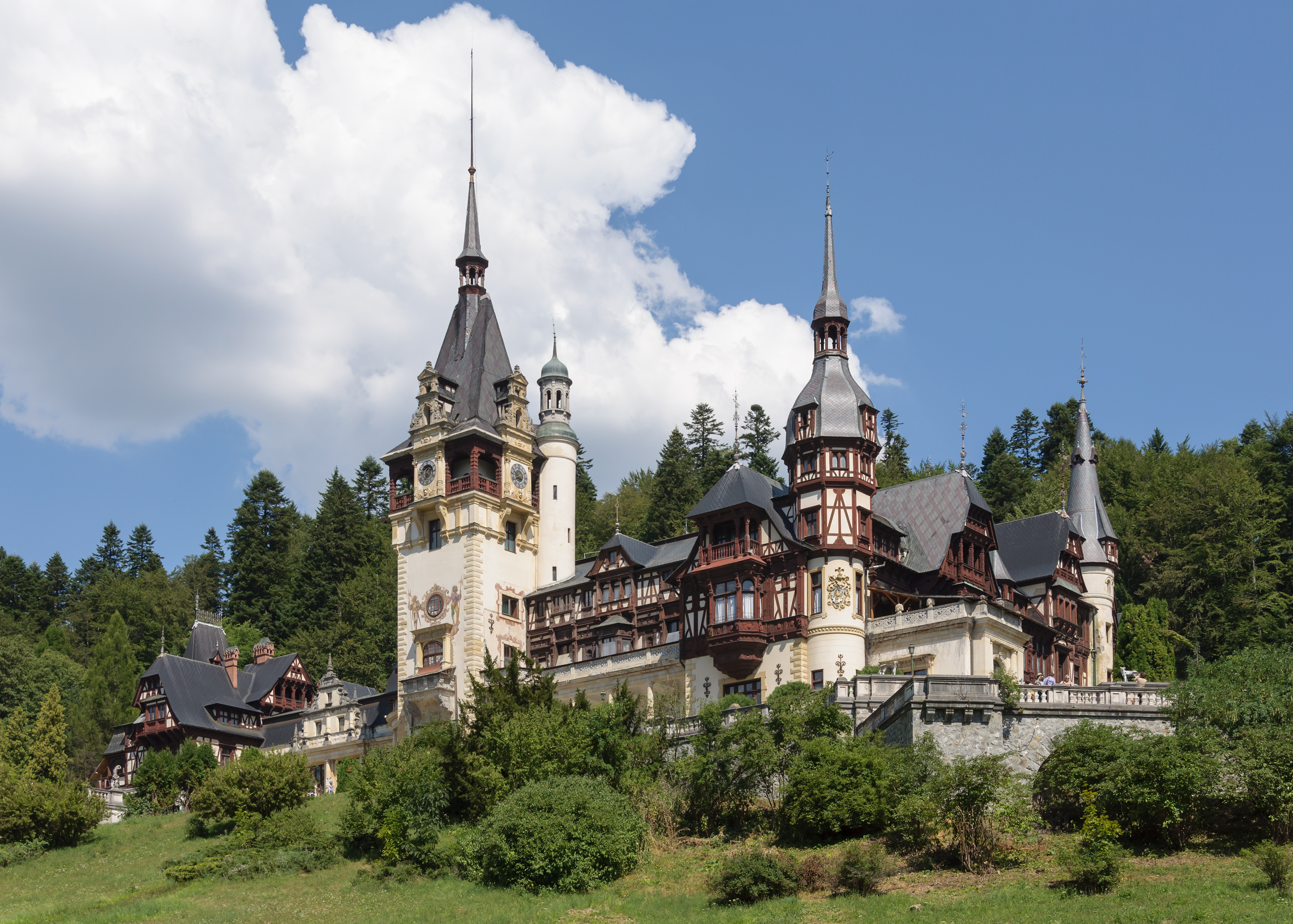
Schloss Peleș (Rumänien) war im Film Penelopes Schloss

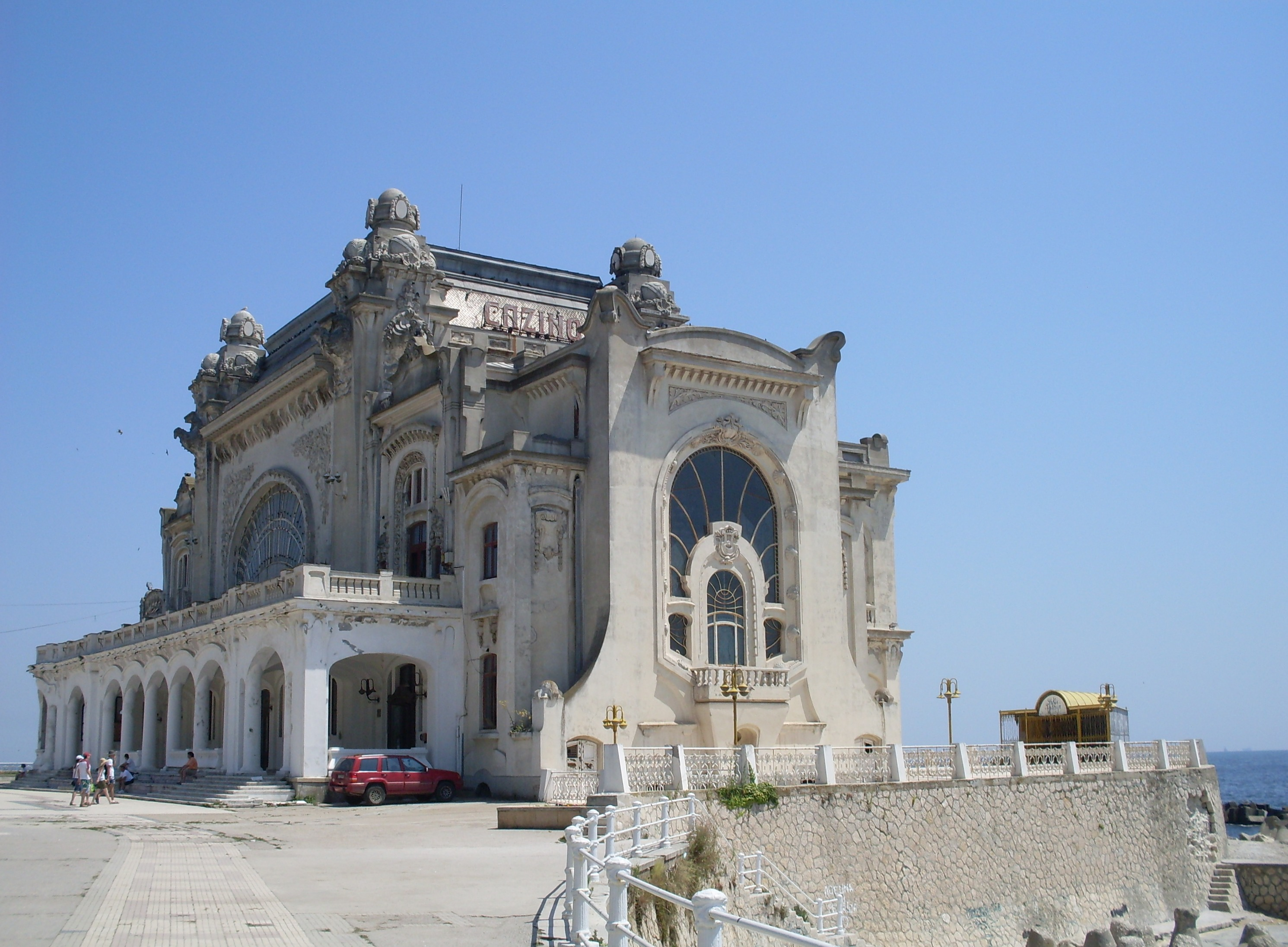
Im Casino am Strand von Constanta spielte eine der letzten Szenen des Filmes

Rachel Weisz sagte in einem Interview, die Handlung sei originell, was sie – wie auch die Charaktere – zur Mitarbeit bewogen habe. Der von ihr gespielte Charakter könne sich von verschiedenen Einschränkungen befreien.
Der Film wurde in Prag, in Rumänien, in Serbien und in Montenegro gedreht. Seine Produktionskosten betrugen schätzungsweise 20 Millionen US-Dollar. Die Weltpremiere fand am 9. September 2008 auf dem Toronto International Film Festival statt. Am 15. Mai 2009 erschien der Film in den Kinos der USA.
Penelopes Schloss ist das Schloss Peleș in Sinaia in Rumänien. Andere Drehorte waren Belgrad (Serbien) sowie das Casino und der Hafen von Constanța (Rumänien). Die Außenszenen des Buchdiebstahls wurden in und um die Prager Burg und die Karlsbrücke gedreht.

## Kritiken
Wesley Lovell schrieb auf www.oscarguy.com, der Film wirke wie eine Kreuzung von Ocean’s Eleven mit einem Film von Wes Anderson, was zwar nicht ihn selbst, aber ein großes Publikum ansprechen könne.
Kai Mihm von Epd Film bemerkt in seiner Kritik zu Brothers Bloom, dass „... der Film in so ziemlich jeder Hinsicht danebengegangen ist.“ Und: „... vor allem die betont »exzentrischen« Charaktere und die comichafte Bildsprache wirken wie eine schlechte Wes-Anderson-Imitation.“

„Kann man, mit den Mitteln des Kinos, eine perfekte Geschichte erzählen, bei der alle, auch die Zuschauer, das bekommen, was sie begehren? Rian Johnson hat den Versuch gewagt, und kommt mit Brothers Bloom, der Abenteuer, Romanze und das Nachdenken über die Bedingungen seines eigenen Erzählens verbindet und dabei die schlimmsten Schmalztöpfe und Gefühligkeiten zu umschiffen versteht, immerhin in die Nähe seines Ideals.“

## Synchronisation
Die deutsche Synchronisation des Films übernahm die Hermes Synchron GmbH in Potsdam.
| Rolle            | Schauspieler       | Deutscher Sprecher  |
| ---------------- | ------------------ | ------------------- |
| Penelope Stamp   | Rachel Weisz       | Britta Steffenhagen |
| Bloom Bloom      | Adrien Brody       | Markus Pfeiffer     |
| Stephen Bloom    | Mark Ruffalo       | Norman Matt         |
| Bang Bang        | Rinko Kikuchi      | Anja Rybiczka       |
| Kurator          | Robbie Coltrane    | Jürgen Kluckert     |
| Diamond Dog      | Maximilian Schell  | Helmut Krauss       |
| Bloom als Kind   | Zachary Gordon     | Sebastian Fitzner   |
| Stephen als Kind | Max Records        | David Wittmann      |
| Charleston       | Andy Nyman         | Tim Moeseritz       |
| The Duke         | Noah Segan         | Jan Kurbjuweit      |
| Rose             | Nora Zehetner      | Sarah Riedel        |
| Erzähler         | Ricky Jay (Stimme) | Reinhard Kuhnert    |